# TACSTD2
Le transducteur de signal calcique associé aux tumeurs 2, également connu sous les noms de Trop-2 ou d'antigène de la glycoprotéine-1 épithéliale (EGP-1), est une protéine qui, chez l'humain, est codée par le gène TACSTD2,,.
Ce gène sans intron code un antigène associé au carcinome défini par[pas clair] l'anticorps monoclonal GA733. Cet antigène appartient à une famille comprenant au moins deux protéines membranaires de type I. Il transduit un signal calcique intracellulaire et agit comme un récepteur de surface cellulaire.
Des mutations de ce gène entrainent une dystrophie cornéenne en forme de goutte gélatineuse, une maladie génétique à transmission autosomique récessive caractérisée par une amylose cornéenne sévère conduisant à la cécité.
Cet antigène est la cible du sacituzumab govitecan, un médicament conjugué anticorps + inhibiteur de topoïsomérase.